# Mistrzostwa Świata w Narciarstwie Dowolnym i Snowboardingu 2017 – skicross mężczyzn
Rywalizacja mężczyzn w skicrossie podczas mistrzostw świata w Sierra Nevada została rozegrana na trasie Sierra Nevada Cross Course. Kwalifikacje rozegrano 18 marca 2017 roku o 11:20, z kolei biegi finałowe tego samego dnia o 14:00. Złoty medal wywalczył Szwed Victor Öhling Norberg, który wyprzedził Jamiego Prebble'a z Nowej Zelandii oraz Francuza François Place'a.

## Kwalifikacje
| Miejsce | Bib | Zawodnik              | Kraj              | Czas    | Uwagi |
| ------- | --- | --------------------- | ----------------- | ------- | ----- |
| 1       | 7   | Jean Frédéric Chapuis | Francja           | 1:04,07 | Q     |
| 2       | 1   | Jonas Devouassoux     | Francja           | 1:04,10 | Q     |
| 3       | 4   | Christopher Del Bosco | Kanada            | 1:04,48 | Q     |
| 4       | 24  | François Place        | Francja           | 1:04,63 | Q     |
| 5       | 10  | Marc Bischofberger    | Szwajcaria        | 1:04,63 | Q     |
| 6       | 11  | Bastien Midol         | Francja           | 1:04,64 | Q     |
| 7       | 14  | Filip Flisar          | Słowenia          | 1:04,69 | Q     |
| 8       | 3   | Brady Leman           | Kanada            | 1:04,73 | Q     |
| 9       | 5   | Jonas Lenherr         | Szwajcaria        | 1:04,75 | Q     |
| 10      | 19  | Johannes Rohrweck     | Austria           | 1:04,77 | Q     |
| 11      | 8   | Victor Öhling Norberg | Szwecja           | 1:05,00 | Q     |
| 12      | 2   | David Duncan          | Kanada            | 1:05,06 | Q     |
| 13      | 25  | Jamie Prebble         | Nowa Zelandia     | 1:05,17 | Q     |
| 14      | 13  | Armin Niederer        | Szwajcaria        | 1:05,19 | Q     |
| 15      | 12  | Alex Fiva             | Szwajcaria        | 1:05,24 | Q     |
| 16      | 17  | Daniel Bohnacker      | Niemcy            | 1:05,27 | Q     |
| 17      | 21  | Siegmar Klotz         | Włochy            | 1:05,30 | Q     |
| 18      | 26  | Adam Kappacher        | Austria           | 1:05,34 | Q     |
| 19      | 31  | Tyler Wallasch        | Stany Zjednoczone | 1:05,39 | Q     |
| 20      | 15  | Kevin Drury           | Kanada            | 1:05,39 | Q     |
| 21      | 6   | Siemion Dienszczikow  | Rosja             | 1:05,47 | Q     |
| 22      | 9   | Viktor Andersson      | Szwecja           | 1:05,50 | Q     |
| 23      | 22  | Igor Omielin          | Rosja             | 1:05,61 | Q     |
| 24      | 30  | Erik Mobärg           | Szwecja           | 1:05,68 | Q     |
| 25      | 28  | Brant Crossan         | Stany Zjednoczone | 1:05,76 | Q     |
| 26      | 18  | Thomas Zangerl        | Austria           | 1:05,90 | Q     |
| 27      | 16  | Christoph Wahrstötter | Austria           | 1:05,98 | Q     |
| 28      | 23  | Stefan Thanei         | Włochy            | 1:06,05 | Q     |
| 29      | 20  | Paul Eckert           | Niemcy            | 1:06,05 | Q     |
| 30      | 33  | Jegor Korotkow        | Rosja             | 1:06,17 | Q     |
| 31      | 27  | Anton Grimus          | Austria           | 1:06,31 | Q     |
| 32      | 34  | Marco Tomasi          | Włochy            | 1:06,54 | Q     |
| 33      | 35  | Marius Heje Mæhle     | Norwegia          | 1:06,70 |       |
| 34      | 36  | Andrea Tonon          | Włochy            | 1:06,82 |       |
| 35      | 32  | Victor Sticko         | Szwecja           | 1:07,08 |       |
| 36      | 37  | Kiriłł Mierienkow     | Rosja             | 1:08,05 |       |
| 37      | 38  | Jiři Čech             | Czechy            | 1:08,17 |       |
| 38      | 39  | Nikoła Czongarow      | Bułgaria          | 1:08,38 |       |
| 39      | 41  | Władimir Popow        | Bułgaria          | 1:08,66 |       |
| 40      | 44  | Koppany Pap           | Węgry             | 1:08,99 |       |
| 41      | 42  | Stojan Warbanow       | Bułgaria          | 1:09,25 |       |
| 42      | 43  | Tomas Bartalský       | Słowacja          | 1:09,73 |       |
| 43      | 40  | Dawit Tediaszwili     | Gruzja            | 1:10,47 |       |
|         | 29  | Florian Wilmsmann     | Niemcy            | DNF     |       |

## Finały
Opracowano na podstawie materiału źródłowego: 

### 1/8 finału
| Miejsce | Bib | Zawodnik              | Kraj    | Uwagi |
| ------- | --- | --------------------- | ------- | ----- |
| 1       | 16  | Daniel Bohnacker      | Niemcy  | Q     |
| 2       | 17  | Siegmar Klotz         | Włochy  | Q     |
| 3       | 32  | Marco Tomasi          | Włochy  |       |
| 4       | 1   | Jean Frédéric Chapuis | Francja |       |

| Miejsce | Bib | Zawodnik             | Kraj       | Uwagi |
| ------- | --- | -------------------- | ---------- | ----- |
| 1       | 21  | Siemion Dienszczikow | Rosja      | Q     |
| 2       | 5   | Marc Bischofberger   | Szwajcaria | Q     |
| 3       | 28  | Stefan Thanei        | Włochy     |       |
| 4       | 12  | David Duncan         | Kanada     |       |

| Miejsce | Bib | Zawodnik              | Kraj              | Uwagi |
| ------- | --- | --------------------- | ----------------- | ----- |
| 1       | 19  | Tyler Wallasch        | Stany Zjednoczone | Q     |
| 2       | 3   | Christopher Del Bosco | Kanada            | Q     |
| 3       | 14  | Armin Niederer        | Szwajcaria        |       |
| 4       | 30  | Jegor Korotkow        | Rosja             |       |

| Miejsce | Bib | Zawodnik          | Kraj     | Uwagi |
| ------- | --- | ----------------- | -------- | ----- |
| 1       | 7   | Filip Flisar      | Słowenia | Q     |
| 2       | 23  | Igor Omielin      | Rosja    | Q     |
| 3       | 10  | Johannes Rohrweck | Austria  |       |
| 4       | 26  | Thomas Zangerl    | Austria  |       |

| Miejsce | Bib | Zawodnik      | Kraj              | Uwagi |
| ------- | --- | ------------- | ----------------- | ----- |
| 1       | 25  | Brant Crossan | Stany Zjednoczone | Q     |
| 2       | 8   | Brady Leman   | Kanada            | Q     |
| 3       | 9   | Jonas Lenherr | Szwajcaria        |       |
| 4       | 24  | Erik Mobärg   | Szwecja           |       |

| Miejsce | Bib | Zawodnik       | Kraj          | Uwagi |
| ------- | --- | -------------- | ------------- | ----- |
| 1       | 4   | François Place | Francja       | Q     |
| 2       | 13  | Jamie Prebble  | Nowa Zelandia | Q     |
| 3       | 29  | Paul Eckert    | Niemcy        |       |
| 4       | 20  | Kevin Drury    | Kanada        |       |

| Miejsce | Bib | Zawodnik              | Kraj    | Uwagi |
| ------- | --- | --------------------- | ------- | ----- |
| 1       | 27  | Christoph Wahrstötter | Austria | Q     |
| 2       | 11  | Victor Öhling Norberg | Szwecja | Q     |
| 3       | 6   | Bastien Midol         | Francja |       |
|         | 22  | Viktor Andersson      | Szwecja | DNF   |

| Miejsce | Bib | Zawodnik          | Kraj       | Uwagi |
| ------- | --- | ----------------- | ---------- | ----- |
| 1       | 2   | Jonas Devouassoux | Francja    | Q     |
| 2       | 18  | Adam Kappacher    | Austria    | Q     |
| 3       | 15  | Alex Fiva         | Szwajcaria |       |
| 4       | 31  | Anton Grimus      | Austria    |       |

#### Ćwierćfinały
| Miejsce | Bib | Zawodnik         | Kraj              | Uwagi |
| ------- | --- | ---------------- | ----------------- | ----- |
| 1       | 17  | Siegmar Klotz    | Włochy            | Q     |
| 2       | 8   | Brady Leman      | Kanada            | Q     |
| 3       | 25  | Brant Crossan    | Stany Zjednoczone |       |
| 4       | 16  | Daniel Bohnacker | Niemcy            |       |

| Miejsce | Bib | Zawodnik              | Kraj              | Uwagi |
| ------- | --- | --------------------- | ----------------- | ----- |
| 1       | 11  | Victor Öhling Norberg | Szwecja           | Q     |
| 2       | 27  | Christoph Wahrstötter | Austria           | Q     |
| 3       | 3   | Christopher Del Bosco | Kanada            |       |
| 4       | 19  | Tyler Wallasch        | Stany Zjednoczone |       |

| Miejsce | Bib | Zawodnik             | Kraj          | Uwagi |
| ------- | --- | -------------------- | ------------- | ----- |
| 1       | 4   | François Place       | Francja       | Q     |
| 2       | 13  | Jamie Prebble        | Nowa Zelandia | Q     |
| 3       | 5   | Marc Bischofberger   | Szwajcaria    |       |
| 4       | 21  | Siemion Dienszczikow | Rosja         |       |

| Miejsce | Bib | Zawodnik          | Kraj     | Uwagi |
| ------- | --- | ----------------- | -------- | ----- |
| 1       | 7   | Filip Flisar      | Słowenia | Q     |
| 2       | 18  | Adam Kappacher    | Austria  | Q     |
| 3       | 23  | Igor Omielin      | Rosja    |       |
|         | 2   | Jonas Devouassoux | Francja  | DNF   |

#### Półfinały
| Miejsce | Bib | Zawodnik       | Kraj          | Uwagi |
| ------- | --- | -------------- | ------------- | ----- |
| 1       | 13  | Jamie Prebble  | Nowa Zelandia | Q     |
| 2       | 4   | François Place | Francja       | Q     |
| 3       | 17  | Siegmar Klotz  | Włochy        |       |
| 4       | 8   | Brady Leman    | Kanada        |       |

| Miejsce | Bib | Zawodnik              | Kraj     | Uwagi |
| ------- | --- | --------------------- | -------- | ----- |
| 1       | 7   | Filip Flisar          | Słowenia | Q     |
| 2       | 11  | Victor Öhling Norberg | Szwecja  | Q     |
| 3       | 27  | Christoph Wahrstötter | Austria  |       |
| 4       | 18  | Adam Kappacher        | Austria  |       |

#### Finały
Mały finał
| Miejsce | Bib | Zawodnik              | Kraj    | Uwagi |
| ------- | --- | --------------------- | ------- | ----- |
| 5       | 27  | Christoph Wahrstötter | Austria |       |
| 6       | 18  | Adam Kappacher        | Austria |       |
| 7       | 8   | Brady Leman           | Kanada  |       |
| 8       | 17  | Siegmar Klotz         | Włochy  | DNF   |

Finał
| Miejsce | Bib | Zawodnik              | Kraj          | Uwagi |
| ------- | --- | --------------------- | ------------- | ----- |
| złoto   | 11  | Victor Öhling Norberg | Szwecja       |       |
| srebro  | 13  | Jamie Prebble         | Nowa Zelandia |       |
| brąz    | 4   | François Place        | Francja       | DNF   |
| 4       | 7   | Filip Flisar          | Słowenia      | DNF   |